# Johanna Franul von Weißenthurn

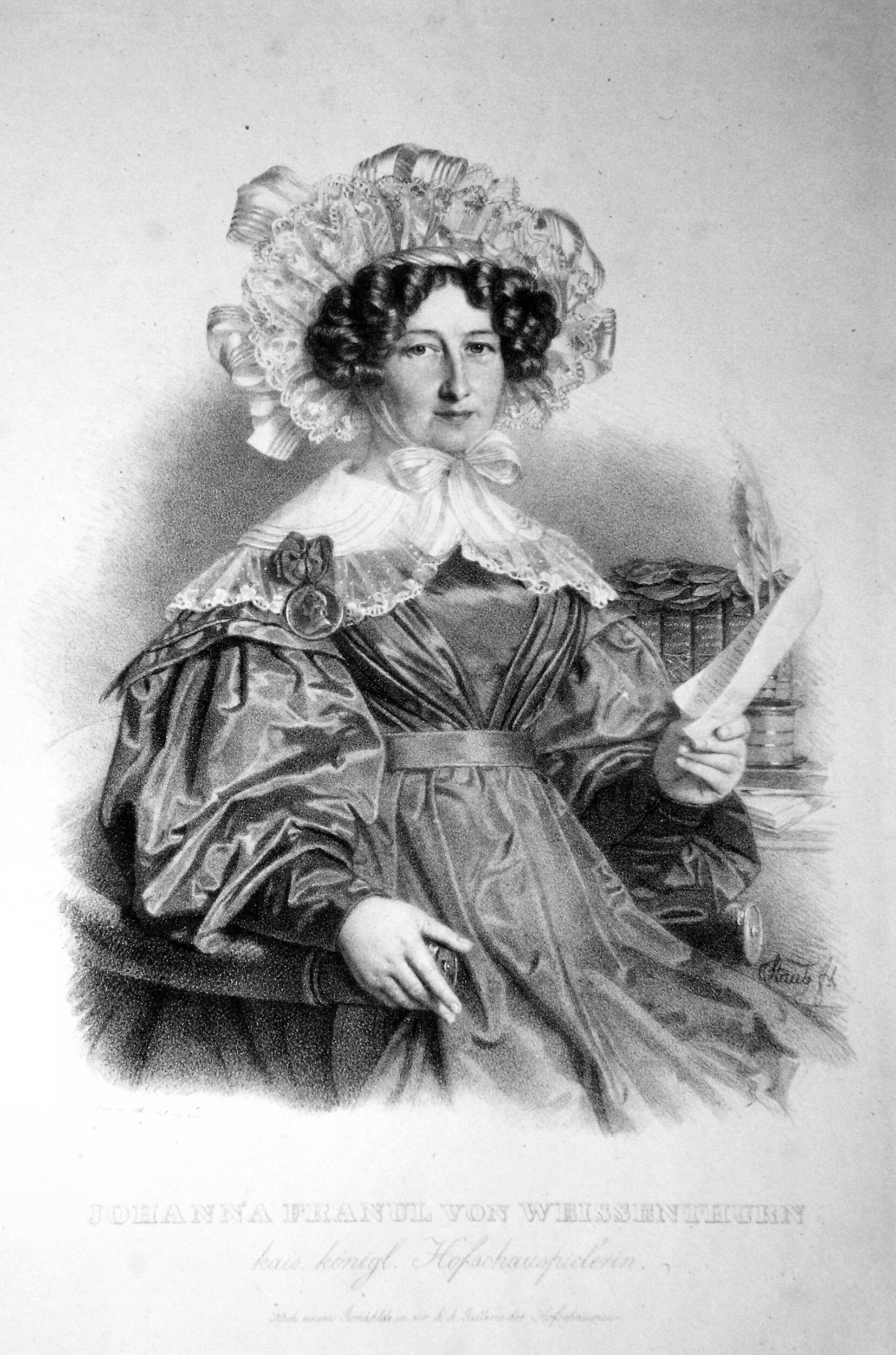
Johanna Franul von Weißenthurn, Lithographie von Andreas Staub, ca. 1835

Johanna Franul von Weißenthurn (* 16. Februar 1772 in Koblenz; † 17. Mai 1847 in Wien) war eine deutsche Schauspielerin und Schriftstellerin.

## Leben
Johanna Franul von Weißenthurn war eine Tochter des Offiziers und späteren Schauspielers Benjamin Grünberg. Ihr Vater verstarb bereits sehr früh und ließ seine verwitwete Frau mit sechs Kindern allein zurück. Alle Kinder mussten von Kindesbeinen an zu Hause mithelfen und auch zum Lebensunterhalt der Familie beitragen. Die Kinder genossen keine Erziehung im Sinne von Lesen und Schreiben, was ihr Leben noch zusätzlich erschwerte, da sie bereits mit 4 Jahren erste Versstücke auswendig lernte, um sie vor Publikum wiederzugeben. Als sie mit neun Jahren längere Zeit das Krankenbett hüten musste, brachte sie sich selbstständig lesen und schreiben bei. Johannas Mutter heiratete erneut, und zwar Andreas Teichmann. Dieser nutzte das Talent der Kinder und führte Stücke aus Weiße’s Kinderfreund auf. Diese waren sehr beliebt und die Familie zog bald durchs Land.

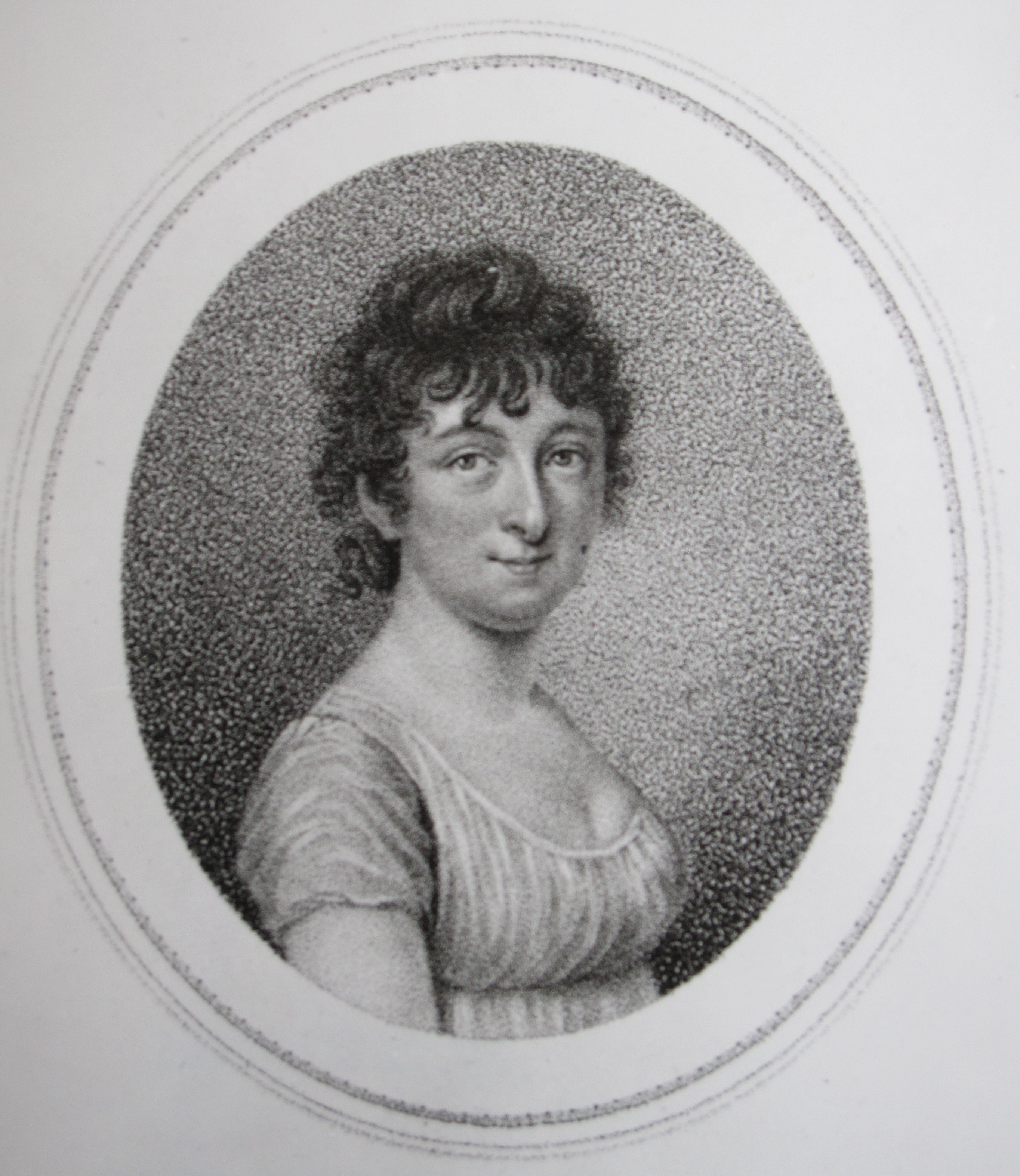
Johanna Franul von Weißenthurn, Jugendbildnis

Johanna kam 1788 alleine nach München, fühlte sich aber fernab ihrer Familie nicht sehr selbstbewusst. Es erreichte sie ein Brief ihres Stiefbruders, von dem sie bislang nichts gehört hatte, und der sie nach Baden bei Wien einlud. Die dort beheimatete Bühne gefiel ihr allerdings nicht, weshalb sie weiter nach Wien zog und die Stadt am 29. September 1789 erreichte. Hier erhielt sie bald ein Angebot des Theaterdirektors Brockmann, der sie im Namen von Kaiser Joseph II. für das Nationaltheater verpflichtete. Bereits in ihrem zweiten Jahr in Wien vermählte sich Johanna mit Alois Franul von Weißenthurn (1759–1817), einem Patrizier aus Fiume. Auch nach der Eheschließung blieb sie dem Theater treu und machte hauptsächlich mit heroischen Rollen Karriere.
Mit 69 Jahren gab Johanna Franul von Weißenthurn 1842 in Wien ihre Abschiedsvorstellung, zog sich ins Privatleben zurück und widmete sich fast nur noch ihrem literarischen Schaffen. Drei Monate nach ihrem 72. Geburtstag starb Johanna Franul von Weißenthurn am 17. Mai 1847 in Wien und fand ihre letzte Ruhestätte in einem ehrenhalber gewidmeten Grab  auf dem Friedhof Hietzing (Gruppe 5, Nummer 31) im heutigen 13. Wiener Gemeindebezirk. Die Weißenthurngasse in Wien-Meidling ist nach ihr benannt.

## Schauspielerin
Ihr erster Auftritt auf einer Wiener Bühne fand am 15. Oktober 1789 statt, in der sie die Rolle der Henriette in dem Werk Das Testament (von Friedrich Ludwig Schröder, Erstaufführung 3. Nov. 1781) bekleidete. Diese erste Aufführung ihrerseits fiel zusammen mit der letzten besuchten Vorstellung von Kaiser Joseph II. vor seinem Tode. In den ersten Jahren ihrer Beschäftigung am Burgtheater war Johanna nur relativ selten auf der Bühne zu sehen, da die Anzahl an beliebten Konkurrentinnen noch sehr groß war. Unter dem Namen Johanna Franul von Weißenthurn festigte sich ihre Stellung am Theater und sie bekam Rollen als „erste Liebhaberin“. Ihr angeheirateter Adelstitel brachte ihr nicht zu unterschätzende Vorteile entgegen und verbesserte ihre Situation zusätzlich.

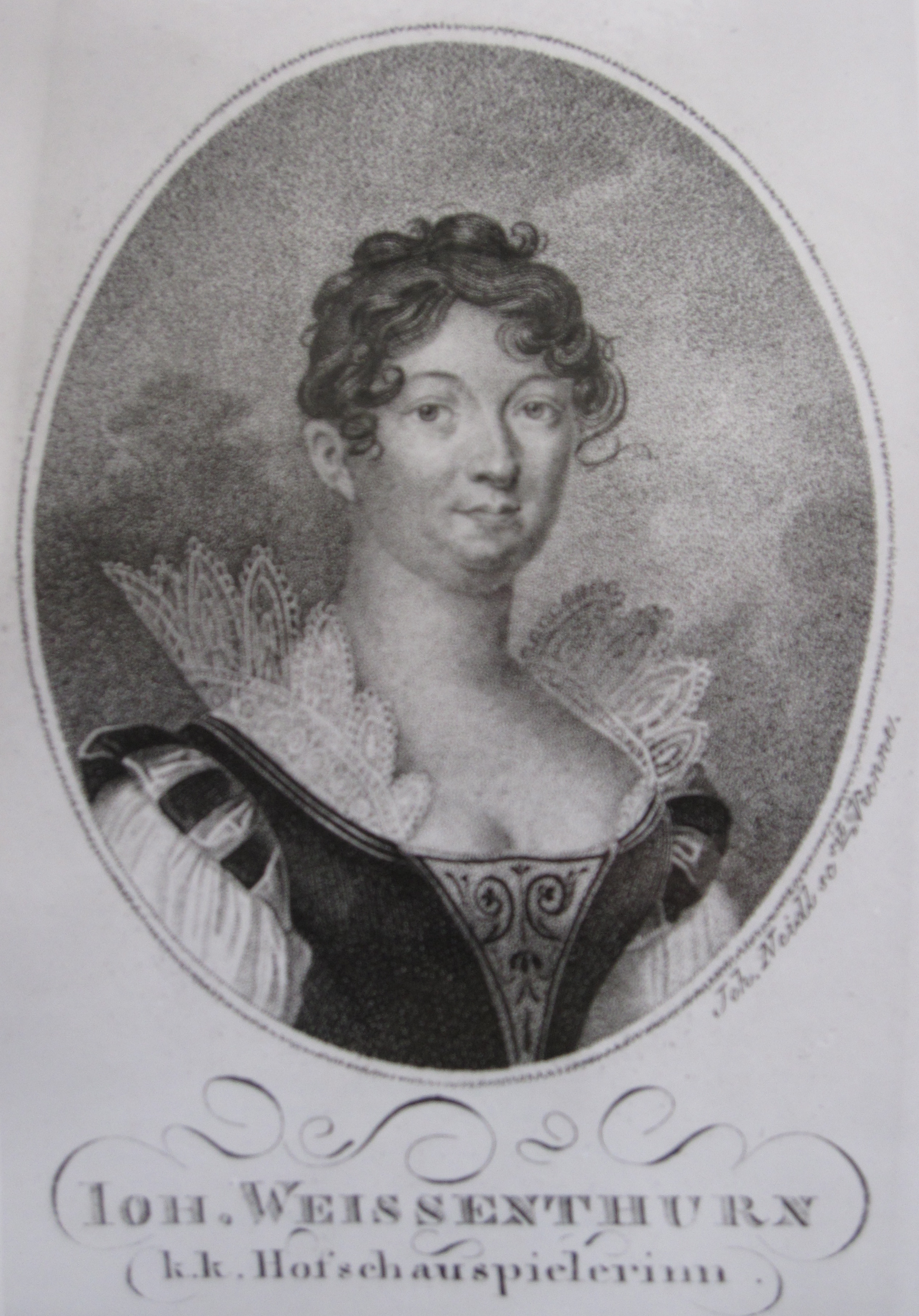
Johanna Franul von Weißenthurn als k.k. Hofschauspielerin

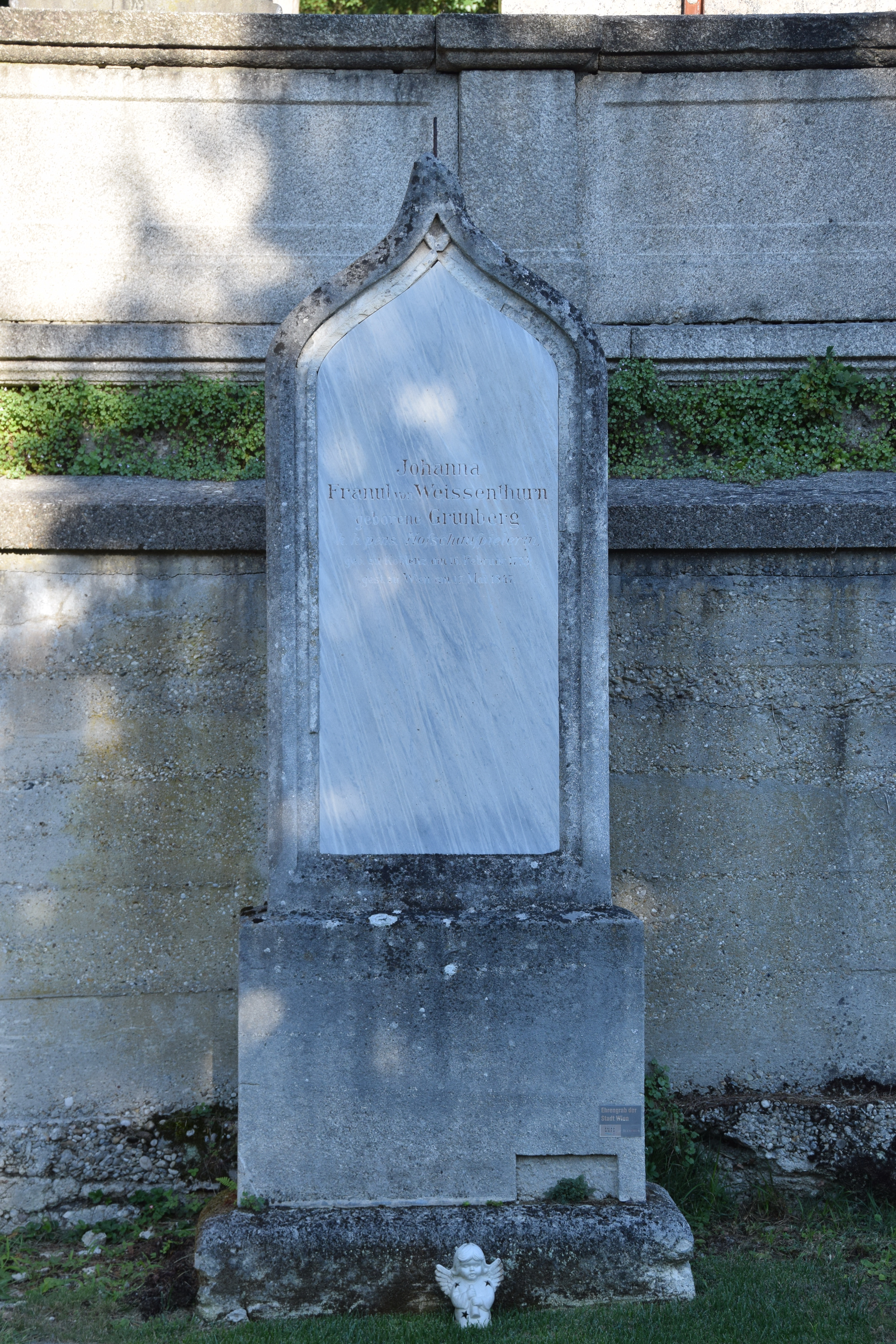
Grabstätte von Johanna Franul von Weißenthurn

Johanna von Weißenthurn wirkte unter vier Monarchen an der Hofbühne als Künstlerin: „Sie hatte noch die Züge des Kaiser Joseph gesehen, war noch durch sein Wort ermuntert worden und Zeuge der höchsten Blüte des von ihm begründeten Kunstinstitutes. Als Künstlerin behauptete sie sich anfänglich im Fache der ersten Liebhaberinnen neben Frau Rose, in späteren Jahren trat sie in’s Fach der Mütter über und spielte gemüthliche Frauen mit vielem Erfolg.“
Kaiser Napoleon Bonaparte bewunderte Johanna Franul von Weißenthurn 1809 in Schloss Schönbrunn. In einer Inszenierung nur für den Kaiser und seinen Hofstaat gab sie die Phädra in der gleichnamigen Tragödie von Racine in der Übersetzung von Friedrich Schiller. Der Kaiser ließ ihr dafür 3000 Franken mit besonderen Komplimenten überreichen. Am 1. Oktober 1839 wurde zu Ehren ihres 50. Jubiläums am Burgtheater ihr neues Stück Welche ist die Braut (Lustspiel in 4. Akten) bei vollem Haus aufgeführt. Auch nach ihrem Jubiläum blieb Frau von Weißenthurn noch am Theater tätig, allerdings in wesentlich wenigeren und auch nur ihrem Alter angepassten Rollen.
Am 3. März 1842 fand der letzte Auftritt von Madame Weißenthurn statt. Dies wurde wie folgt am 16. Februar 1842 in der Zeitschrift Der Humorist angekündigt:
„Nächstens steht den Freunden der Bühne eine rührende und bedeutend theatralische Feier bevor. Frau von Weissenthurn, deren unbestrittene Verdienste als Theaterdichterin und Darstellerin allgemein bekannt und gewürdigt sind, wird an einem eigens hiezu gewidmeten Theaterabend die Bühne zum letzten Male als darstellende Künstlerin betreten.“
Für diesen Abend schrieb Johanna von Weißenthurn zwei neue Stücke: Die stille Braut, eine Alpensage in einem Aufzug und Sie hilft sich selbst, ein Lustspiel in vier Aufzügen. Während Sie hilft sich selbst hoch gelobt wird, fand Die stille Braut nur wenig Anklang beim Publikum.

## Schaffen als Dichterin
Frau von Weißenthurn verfasste ihr erstes Werk anlässlich einer Wette in einem Zeitraum von acht Tagen. Sie war gerade 24 Jahre alt, als sie das Schauspiel in 4 Akten mit dem Titel Die Drusen nach einer Geschichte von La Fontaine verfasste. Darauf folgten dann noch viele mehr. 60 wurden insgesamt veröffentlicht und davon 48 am Hofburgtheater aufgeführt. Ihre Lustspiele brachten ihr besonders Beliebtheit ein, und in diesem Genre hat sie sich auch am meisten bewegt. Im Zeitraum von 1800 bis 1852 gab es am Burgtheater 912 Aufführungen von Stücken der Frau von Weißenthurn. Das meistgespielte Stück ist Der Wald bei Hermannstadt, das allein schon 117 Mal dargestellt wurde. Auch auf anderen deutschen Bühnen waren die Stücke sehr beliebt und wurden sogar teilweise ins Englische, Französische, Italienische oder Dänische übersetzt. Zeitgenössische Kritiken dieser Zeit äußern sich begeistert:
„Am Vorabende des Namensfestes Ihrer Majestät der Kaiserin ist in dem Hoftheater ein neues Schauspiel von Madame Weißenthurn ‚die Bestürmung von Smolensk‘ mit allgemeinem Beyfall aufgeführt worden. das Publikum äußerte der durch mehrere theatralische Werke bekannten und beliebten Dichterin sein Wohlgefallen dadurch, daß sie am Ende des Stücks unter großem Jubel hervor gerufen wurde.“
Als Bühnendichterin kultivierte sie das Familien-Rührstück und hatte immer das Publikum auf ihrer Seite, obwohl die Kritiker nicht von ihrem Schaffen beeindruckt waren:
„Ihre Stücke wurden gerne gesehen, oft gegeben, stark besucht und hielten sich ein halbes Jahrhundert auf dem Repertoire, in welchem sie noch heute hie und da erscheinen.“
Ihre bekanntesten Schauspiele sind Totila, König der Gothen, Der Wald bei Hermannstadt, Johann Herzog von Finnland und Pauline. Weiters sind Die Radikalkur, Welche ist die Braut, Welcher ist der Bräutigam, Das letzte Mittel, Die Erben, Beschämte Eifersucht und Des Malers Meisterstück die bekanntesten Lustspiele.

## Rollen (Auswahl)
- Phädra (Phèdre, Jean Racine)

## Ehrungen

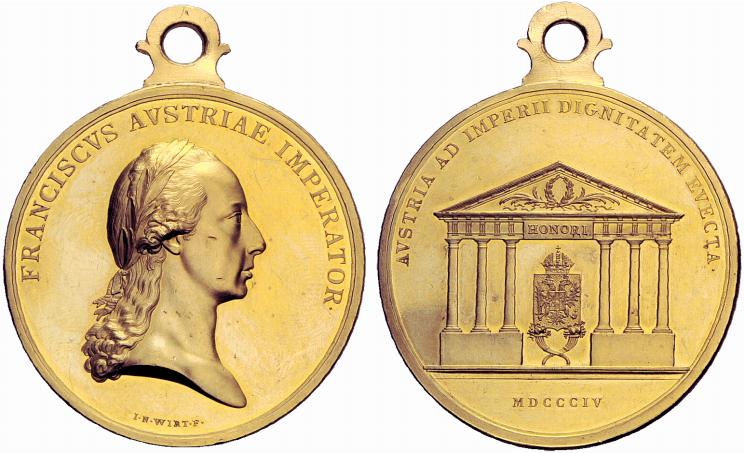
Große goldene Zivil-Ehrenmedaille Kaiser Franzʼ von Österreich von Johann Nepomuk Würth

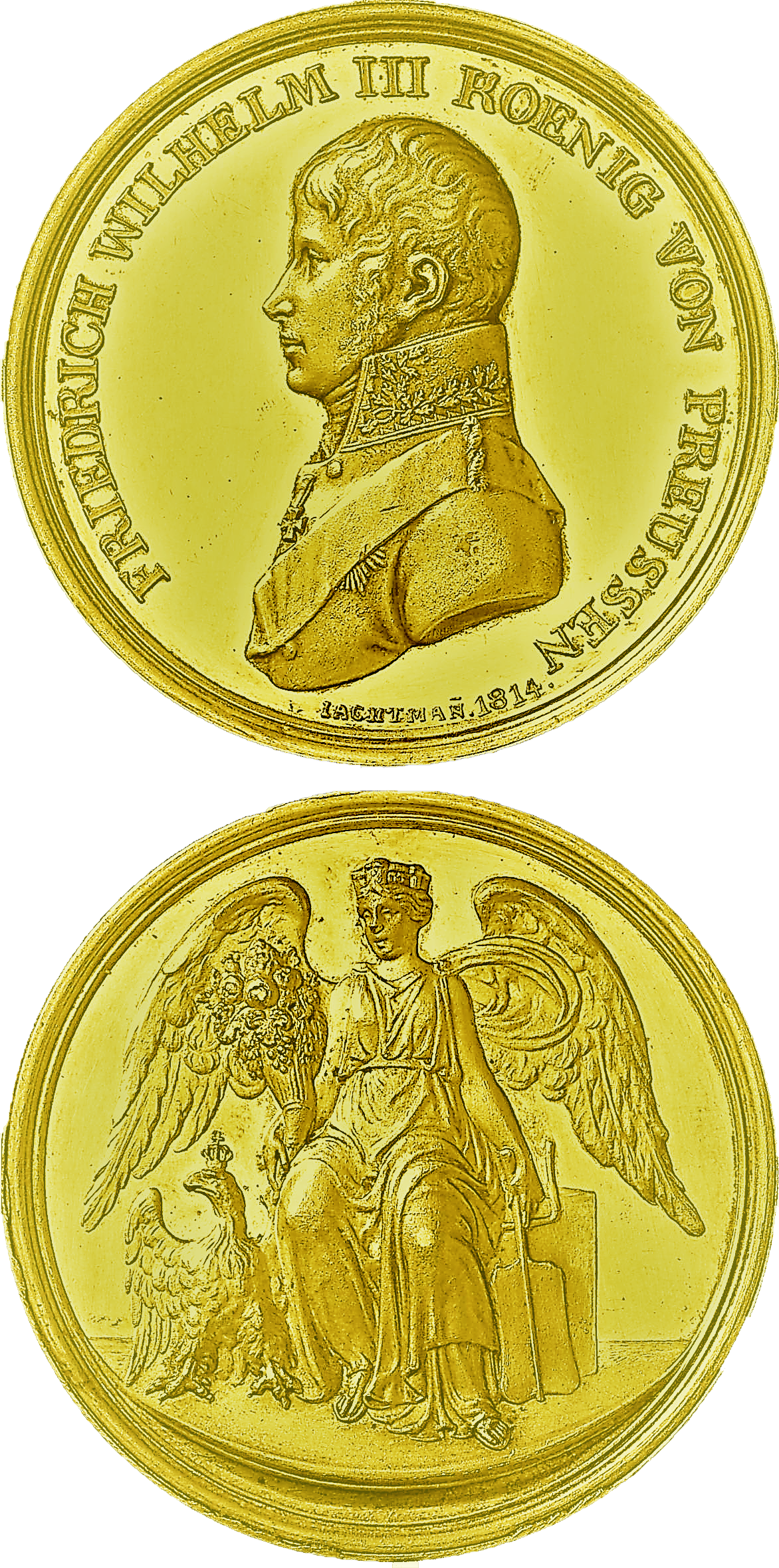
Goldene Medaille für Kunst und Wissenschaft von Johann Ludwig Jachtmann 1814

- 1829 Große goldene Zivil-Ehrenmedaille von Kaiser Franz II. (HRR) für 40 Jahre Mitgliedschaft am Burgtheater.
- 1839 Goldene Medaille für Kunst und Wissenschaft vom König Friedrich Wilhelm III. (Preußen) für 50 Jahre Mitgliedschaft am Burgtheater.[7]

## Schriften
Schauspiele. 6 Bände. Wien 1804–1817:
Schauspiele Band 1: (Digitalisat)
- Kindliche Liebe, Schauspiel in fünf Aufzügen
- Haus zu verkaufen, Lustspiel in einem Aufzuge, aus dem Französischen
- Der Reukauf, Lustspiel in zwei Aufzügen
- Deutsche Treue, Schauspiel in einem Aufzuge

Schauspiele Band 2: (Digitalisat)
- Liebe und Entsagung, Schauspiel in drei Aufzügen
- Beschämte Eifersucht, Lustspiel in drei Aufzügen
- Das Nachspiel, Lustspiel in einem Aufzug, aus dem Französischen frei bearbeitet
- Die Drusen, Schauspiel in vier Aufzügen

Schauspiele Band 3: (Digitalisat)
- Die Erben, Lustspiel in vier Aufzügen
- Totila, König der Gothen, Schauspiel in fünf Aufzügen
- Das Mißverständnis, Lustspiel in einem Aufzug

Schauspiele Band 4: (Digitalisat)
- Adelheid, Markgräfin von Burgau, romantisches Schauspiel in vier Aufzügen
- Die Radikalkur, Original-Lustspiel in drei Aufzügen
- Unterthanenliebe, Lustspiel in zwei Aufzügen
- Das Frühstück, Lustspiel in einem Aufzug

Schauspiele Band 5: (Digitalisat)
- Der Wald bei Hermannstadt, romantisches Schauspiel in vier Aufzügen
- Die Versöhnung, Schauspiel in drei Aufzügen
- Die Ehescheuen, Lustspiel in einem Aufzug

Schauspiele Band 6: (Digitalisat)
- Die Bestürmung von Smolensk, romantisches Schauspiel in vier Aufzügen
- Die erste Liebe, Lustspiel in drei Aufzügen
- Das Waisenhaus, Schauspiel in zwei Aufzügen

Schauspiele Band 7:
- Johann, Herzog von Finnland, Schauspiel in fünf Aufzügen

Schauspiele Band 8:
- Hermann, ein geschichtliches Schauspiel in fünf Aufzügen

- Neue Schauspiele, 2 Bände. Wien 1817. 2. Auflage. Berlin 1823.

- Der Traum: Lustspiel. Wallishauser, Wien 1826 (Digitalisierte Ausgabe der Universitäts- und Landesbibliothek Düsseldorf)

- Neueste Schauspiele, 6 Bände. Wien 1821–1836.

## Der Wald bei Hermannstadt

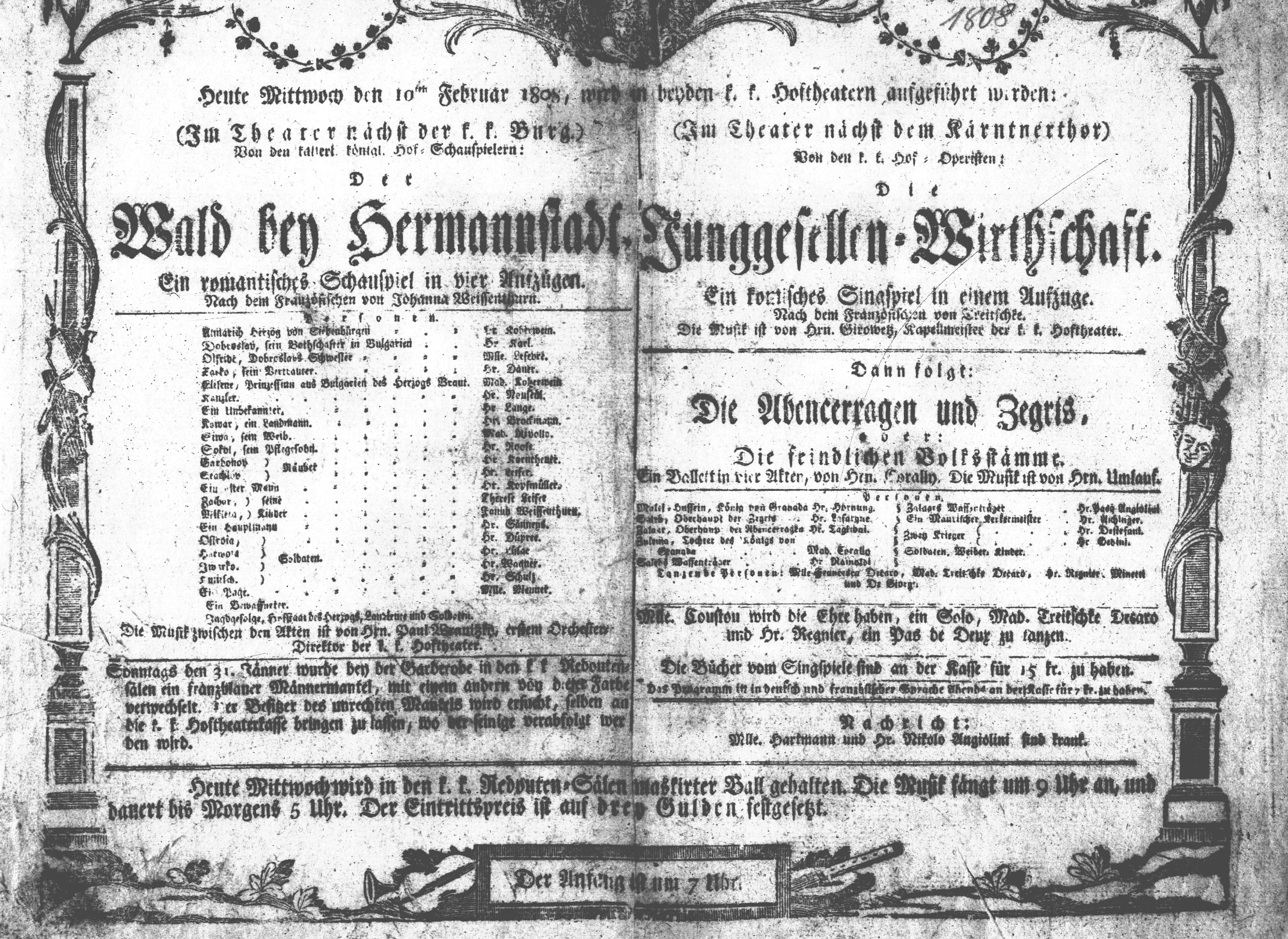
Theaterplakat des Stückes „Der Wald bei Hermannstadt“

Das meistgespielte Stück von Johanna von Weißenthurn war Der Wald bei Hermannstadt, welches 117 Mal aufgeführt wurde.
Wegen des Erfolges des Stückes wurde es auch ins Englische und Französische übersetzt. Für Wilhelm Westmeyer war es der Stoff für seine gleichnamige große Oper mit Tanz in drei Akten (Libretto von Ludwig von Zehmen), die 1859 in Leipzig uraufgeführt wurde.

### Inhalt
Das Stück spielt hauptsächlich in den umliegenden Wäldern der Stadt Hermannstadt, auf einem Bauernhof sowie in der Stadt selbst. Herzog Ulmarich von Siebenbürgen möchte sich mit Elisene, der Prinzessin von Bulgarien vermählen und schickt seinen Botschafter, Dobroslav, nach Bulgarien um seine Braut zu ihm zu bringen. Am Weg zurück werden sie jedoch von Räubern überfallen und Boleslav, der Kanzler des Königs von Bulgarien und die Mägde der Prinzessin werden getötet.
Karlo, der Vertraute von Dobroslav, bringt währenddessen dessen Schwester Olfriede, die er jahrelang versteckt hielt, zur Ruine eines Räuberschlosses. Dobroslav entführt die Prinzessin und bringt die ebenfalls zur Ruine. Da sich Olfriede, nachdem sie ein Bild des Herzogs gesehen hatte, unsterblich in ihn verliebt hat, möchte Dobroslav ihr zu ihrem Glück verhelfen. So tauscht er die Prinzessin, deren Gesicht ebenfalls niemand kennt, gegen seine Schwester aus.
Elisene wird in der Ruine zurückgelassen, wo sie von zwei Räubern ermordet werden soll. Diese aber erhören ihr Flehen und lassen sie am Leben. Kurz darauf wird Elisene von Kower, einem Landsmann, und dessen Sohn Gokol gefunden und mit auf ihren Bauernhof genommen. Dort wird sie von Kower und seiner Frau Siwa aufgenommen. Gokol verliebt sich in Elise, die dies jedoch nicht erwidert.
Als der Herzog mit seiner Braut unerwartet auf den Hof kommt, erfährt Elisene, dass am nächsten Tag die Vermählung in Hermannstadt stattfinden soll. Auch Dobroslav kommt auf den Bauernhof, wird aber, kurz nachdem er auf Elisene trifft, vom Herzog nach Hermannstadt geschickt, um die Hochzeit vorzubereiten.
Aus Angst vor Dobroslav beschließt Elisene in der Nacht zu fliehen. Als Gokol dies bemerkt, will er sie nicht alleine gehen lassen und flieht mit ihr. Am nächsten Morgen kommen zwei Diener des Herzogs auf Befehl von Dobroslav auf den Bauernhof, um Elisene abzuholen. Da sie sie nicht finden können, suchen sie in den Wäldern nach ihr, jedoch erfolglos. Elisene beschließt nun die Hochzeit zu verhindern und macht sich auf den Weg nach Hermannstadt. Als plötzlich der totgeglaubte Kanzler des bulgarischen Königs auftaucht, lässt sich alles aufklären und Dobroslav wird gefangen genommen.